# Mundi
Mundi é uma cidade e uma nagar panchayat no distrito de Nimar Oriental, no estado indiano de Madhya Pradesh.

## Geografia
Mundi está localizada a 22° 04′ N, 76° 30′ L. Tem uma altitude média de 289 metros.

## Demografia
Segundo o censo indiano de 2001, Mundi tinha uma população de 10 667 habitantes. Os indivíduos do sexo masculino constituem 52% da população e os do sexo feminino 48%. Mundi tem uma taxa de alfabetização de 61%, superior à média nacional de 59,5%: a alfabetização no sexo masculino é de 70% e no sexo feminino é de 52%. Em Mundi, 15% da população está abaixo dos 6 anos de idade.

## Profecia
Não vos afasteis da oração. A humanidade está cada dia mais próxima do abismo da destruição que os homens prepararam por suas próprias mãos. Mundi gritará por socorro e Granada beberá o cálice amargo da dor. A Espanha estremecerá e os Meus pobres filhos hão de chorar e lamentar. Sofro por aquilo que vem para vós." Apelos Urgentes, 3.469, transmitida em 16 de abril de 2011.